# Венецианский мавр (фильм-балет)
«Венециа́нский мавр» — фильм-балет, экранизация спектакля «Отелло», поставленного танцовщиком и балетмейстером Вахтангом Чабукиани на музыку композитора Алексея Мачавариани на сцене Тбилисского театра оперы и балета имени Палиашвили. Снят в 1960 году на киностудии Грузия-фильм (СССР) (выпущен на экраны уже в 1961 году). Главную роль (Отелло) исполнил сам постановщик.

## Сюжет
В основе балета, поставленного в традициях советской хореодрамы, лежит сюжет трагедии Уильяма Шекспира «Отелло». Хореография построена на смешении классических балетных движений и современного (для СССР того времени) танца.
Премьера спектакля состоялась в Тбилиси 29 ноября 1957 года.

## В ролях
- Вахтанг Чабукиани — Отелло, благородный мавр, полководец венецианской армии
- Вера Цигнадзе — Дездемона, дочь Брабанцио и жена Отелло
- Зураб Кикалейшвили — Яго, мичман
- Э. Митайшвили — Эмилия, жена Яго
- Э. Чабукиани — Бьянка, куртизанка
- Бекар Монавардисашвили — Кассио, начальник эскадры
- Михаил Гелюс — Монтано, предшественник Отелло в управлении островом Кипр
- Владимир Ивашкин — Дож Венеции
- Резо Цулукидзе — Родриго, венецианский патриций
- Михаил Дудко — Брабанцио, сенатор
- в массовых сценах — артисты балета Тбилисского театра оперы и балета имени Палиашвизи

## Съёмочная группа
- Композитор — Алексей Мачавариани
- Автор сценария, хореограф-постановщик и режиссёр — Вахтанг Чабукиани
- Оператор — Феликс Высоцкий
- Художники — Серапион Вацадзе, Симон Вирсаладзе
- Монтаж — Оник Магакян, М. Рамонова
- Директор фильма — В. Чичинадзе

## Технические данные
- Обычный формат
- Чёрно-белое изображение
- Продолжительность: 90 мин

## Критика
Балетный критик Викторина Кригер в своей статье о фильмах-балетах на страницах газеты «Советская культура» отмечала, что фильм «Венецианский мавр» «значительно расширяет „масштабы“ балета». Кригер написала: «В новом фильме, так же как и в балетном спектакле, Вахтанг Чабукиани покоряет своим дарованием, гуманистической трактовкой образа, рисуя Отелло не ревнивцем, а человеком огромного благородства и чистоты, отдавшимся всецело нахлынувшей любви и верящим в такое же ответное чувство … Острый характерный образ коварного Яго создаёт талантливый артист З. Кикалейшвили. Много солнечности, чистоты в Дездемоне — В. Цигнадзе». По её мнению, калейдоскоп сменяющихся сцен «запутывает, отодвигает основную линию, уменьшает драматургическую напряжённость событий»
.
Литературовед Николай Калитин высоко оценил балет Чабукиани, однако о фильме «Венецианский мавр» отозвался гораздо прохладнее: по сравнению с балетом фильм «так резко выпятил и „развил“ все внешнее, иллюстративное, дивертисментное, не говоря уже о появлении ряда новых сцен, никакого отношения к балетному искусству не имеющих (галеры, Отелло в море и на берегу и др.)».